# Albert Johnson (futebolista)
Albert Johnson (Ontário, 30 de novembro de 1879 - data desconhecida) foi um futebolista canadense, campeão olímpico.
Albert Johnson competiu nos Jogos Olímpicos de Verão de 1904 em St Louis. Ele ganhou a medalha de ouro como membro do Galt F.C., que representou o Canadá nos Jogos.